# Бордзиловский, Иван Каэтанович

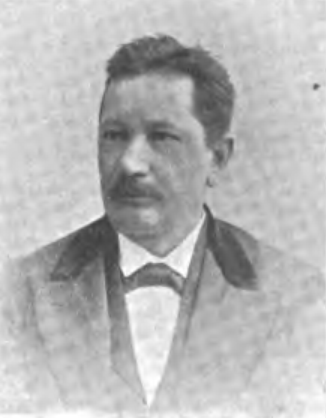

Иван Каэтанович Бордзиловский (26 сентября (8 октября) 1852, Лучицы, Мозырский уезд, Минская губерния, Российская империя — 30 ноября (13 декабря) 1903, Киев, Российская империя) — русский ботаник. Хранитель Ботанического кабинета Киевского университета.

## Биография
Окончил Киевский университет в 1883 году. С 1886 года действительный член Киевского общества естествоиспытателей.
Преподавал в университете, нескольких гимназиях. Работал консерватором, в дальнейшем хранителем в Ботаническом кабинете университета.
Умер от инфаркта миокарда, вызванного стенокардией.
Отец ботаника Евгения Бордзиловского.

## Научная деятельность
Исследовал гистологию и эволюцию формирования сочных плодов рябины и других групп растений. Под редакцией Бордзиловского вышел труд Ивана Шмальгаузена «Флора Средней и Южной России, Крыма и Кавказа», которую Шмальгаузен поручил своему ученику и помощнику перед смертью.

## Научные труды
- О способах развития сочных и мясистых плодов // Зап. Киев. об-ва естествоиспытателей. 1887. Т. 8, вып. 2
- О способах развития ягодных и мясистых плодов // Зап. Киев. об-ва естествоиспытателей. 1888. Т. 9, вып. 1- 2;
- Биографический очерк И. Ф. Шмальгаузена // Зап. Киевского об-ва естествоиспытателей. — 1896. — Т. 15. — С. 2-9
- О нахождении в окрестностях Житомира женских экземпляров пирамидального тополя // Зап. Киев. об-ва естествоиспытателей. 1898. Т. 15, вып. 2.